# Celine Imbert
Céline Imbert (São Paulo, 17 de agosto de 1951) é uma cantora lírica brasileira, apontada pela crítica como um dos maiores sopranos brasileiros de todos os tempos.
Filha duma francesa e psicóloga de formação, com especialização em psiquiatria comportamental, viveu três anos em Moçambique, onde trabalhou como Cooperante da Revolução Moçambicana.
Voltando para o Brasil, estudou canto com Leilah Farah e inscreveu-se no I Concurso Eldorado de Música, em 1985, ficando entre os finalistas. Em 1987, atuou em sua primeira ópera: Carmen de Georges Bizet, no Theatro Municipal do Rio de Janeiro.
Em 2000, ganhou o Prêmio Carlos Gomes  na categoria Destaque Vocal Feminino.
Interpretou protagonistas em óperas como Fosca (Carlos Gomes), Cavalleria Rusticana (Mascagni), Werther (Massenet), Madame Butterfly e Tosca (Puccini), O Castelo do Barba-Azul (Bartók), Tannhäuser e A Valquíria (Richard Wagner).
Em 2009 foi convidada a participar do especial Elas Cantam Roberto Carlos, cantando A Distância.
Em setembro de 2010, foi agraciada com a comenda da Ordem do Ipiranga pelo Governo do Estado de São Paulo.

## Discografia
- Céline Imbert interpreta Villa-Lobos" - Ciclo das Doze Serestas com Guida Borghoff (Fermata - 1987)
- Villa-Lobos das Crianças - Coleção de peças fáceis para piano com Guida Borghoff  (Fermata - 1987)
- Villa-Lobos das Crianças - Coleção de Cantigas de Roda com Guida Borghoff (Fermata - 1987)
- Natal Brasileiro com Cristina Braga, Igor Levy e Ricardo Medeiros (Visom - 1998)
- Soprador de Vidro - Participação na 1ª e 9ª faixas, com Milton Nascimento (Núcleo Contemporâneo - 1998)
- O Mestre Leo Peracchi e a Jazz Sinfônica, canções de Tom e Vinícius com Ná Ozzetti, Mônica Salmaso, Vânia Bastos, Tetê Espíndola, Jane Duboc e Myriam Peracchi (Dabliú Discos - 2001)
- Vinícius, sem mais saudade com Marcelo Ghelfi (CPC-UMES - 2004)
- O mais além (Paulinas, 2004) - CD da Irmã Miria Therezinha Kolling com o grupo "Fruto da Terra", sob a coordenação de João Cristal,  um CD muito especial,  comemorativo  dos 35 anos de composição e serviço à música litúrgica,  lançado e distribuído pela gravadora Paulinas - COMEP,  tendo a participação de intérpretes convidados especiais, como Jair Rodrigues, Agnaldo Rayol, Camila Titinger, Céline Imbert, Thelma Chan, Pe. Antonio Maria e outros...
- Berio + (Sesc SP - 2007)
- Elas cantam Roberto Carlos (Sony/BMG - 2009), com a participação de várias intérpretes como Zizi Possi , Luiza Possi, Hebe Camargo, Daniela Mercury, Fafá de Belém, Alcione, Fernanda Abreu, Sandy, Ivete Sangalo, Marina Lima, Nana Caymmi, Ana Carolina, Cláudia Leitte, Marília Pera, Wanderléa, Mart'Nália, Paula Toller, Rosemary e Adriana Calcanhoto.
- Ladeira da Memória (Sesc SP - 2013) - O músico Carlos Careqa apresenta canções que marcaram as décadas de 1970 e 1980, no surgimento da Vanguarda Paulista. Com participação de Chico Buarque, Vânia Abreu, Mariana Aydar e Mario Manga, o disco traz canções de Zecarlos Ribeiro, Itamar Assumpção, Luiz Tatit, Arrigo Barnabé, entre outros representantes da Vanguarda.
- Facciamo L'amore (2016) - Facciamo LAmore Amor, Sesso e Filosofia a buon mercato! Canções Italianas compostas por Carlos Careqa! Gravado ao vivo no Sesc Pompeia SP! Produzido e Arranjado por Mario Manga e Marcio NIgro. Participações de Zeca Baleiro, Bruna Caram, Mafalda Minnozzi, Céline Imbert, Anna Clementi e Mariano Deidda.